# K-9 and Company
K-9 and Company (auch K9 and Company) ist ein Ableger der britischen Fernsehserie Doctor Who. Ursprünglich sollte K-9 and Company eine Fernsehserie werden. Verfilmt wurde jedoch nur der Pilotfilm A Girl's Best Friend. A Girl's Best Friend wurde am 28. Dezember 1981 bei BBC One ausgestrahlt.

## Handlung
Sarah Jane Smith möchte ihre Tante Lavinia in Moreton Harwood besuchen. Als sie jedoch dort ankommt, trifft sie nur auf Brendan Richards, ein Junge, dessen Ausbildung von Lavinia finanziert wird. Später erfährt Sarah Jane, dass Lavinia in Amerika ist. Im Haus ihrer Tante findet Sarah Jane ein Paket vom Doktor. Dieses enthält den Roboterhund K9, der ihr von nun an zur Seite steht.
Im Ort gehen jedoch merkwürdige Dinge vor sich. So gibt es Gerüchte, dass in der Nähe von Moreton Harwood schwarze Magie praktiziert wird. Schon bald erkennt Sarah Jane, dass hinter den Gerüchten ein wenig Wahrheit steckt. Plötzlich wird Brendan entführt und Sarah Jane erfährt, dass ein Hexenkult ihn opfern will. 
Gemeinsam mit K9 fährt Sarah Jane zu der Stelle, an der die Opferung stattfinden soll. K9 schafft es die Hohepriesterin auszuschalten und Brendan zu retten. Nun kümmert sich die Polizei um den Hexenkult.

## Hintergrund
Der Roboterhund K9 wurde von Bob Baker und Dave Martin 1977 für die Doctor Who-Episode The Invisible Enemy kreiert. Um insbesondere auch das jugendliche Publikum für die Serie zu interessieren, wurde K9 schließlich als Nebenfigur etabliert. Er blieb drei Jahre in der Serie, bis der Produzent John Nathan-Turner entschied K9 aus der Serie herausschreiben zu lassen. Jedoch zog dieses einige Kritik von Zuschauern und Medien nach sich. Die Sun erstellte die Kampagne save K-9, um K9 in der Serie zu behalten. Das zwang Nathan-Turner dazu K9s Zukunft zu überdenken. Er war immer noch dafür K9 aus der Serie zu schreiben, jedoch dachte er daran einen Ableger mit K9 zu drehen. Die 19. Doctor Who Staffel sollte ursprünglich 28 Episoden haben. Nathan-Turner gelang es jedoch die BBC zu überzeugen, ihm das Budget für zwei der Doctor Who Episoden für die Verfilmung des K-9 and Company Pilotfilms zu überlassen. John Leeson, die Stimme des K9, willigte ein an der Serie mitzuwirken. Trotz K9s Beliebtheit glaubte Nathan-Turner nicht, dass K9 alleine ein ganzes Programm tragen könne. So überlegte er K9 eine Begleiterin aus Doctor Who zur Seite zu stellen. Diskutiert wurde über eine Rückkehr von Sarah Jane Smith oder Leela. Nathan-Turner entschied sich letztendlich für Sarah Jane Smith. 
Gemeinsam mit Antony Root arbeitete Nathan-Turner an einem Drehbuch. In diesem sollte Sarah Jane K-9 finden und mit sich in das Dorf bringen. K-9 wäre aber eigentlich eine Falle des Masters, dem Erzfeind des Doktors gewesen. Jedoch schafft es Brendan Richards, der Schützling von Sarah Janes Tante Lavinia, K9 wieder neu zu programmieren, bevor dieser seine düstere Mission in die Tat umsetzen kann. Dann wurde das Drehbuch erneut von Antony Root und Terence Dudley umgeschrieben. Geplant war eine Serie von insgesamt sechs Folgen. K9 und Sarah Jane Smith sollten in jeder dieser Folgen zu sehen sein. In den einzelnen Episoden sollten sie entweder von Brendan oder Tante Lavinia unterstützt werden.
Gedreht wurde K-9 and Company in Gloucestershire. Bereits einen Monat nach Ende des Drehs wurde der Pilotfilm im Fernsehen ausgestrahlt.
Bis zum Start von Torchwood im Jahr 2007 war K-9 and Company der erste Doctor Who Ableger, der im Fernsehen gezeigt wurde. Obwohl die Einschaltquoten für den Pilotfilm sehr gut waren, entschloss sich die BBC keine weiteren Folgen mehr zu drehen. Trotzdem hatten die Vorkommnisse in dem Ableger Einfluss auf die reguläre Doctor Who Serie. So besaß Sarah Jane K9 auch in den späteren Doctor Who Folgen The Five Doctors und School Reunion, obwohl sie diesen als Begleiterin des Doctors nicht kennengelernt hatte.
26 Jahre nach Erstausstrahlung von K-9 and Company wurde mit The Sarah Jane Adventures ein neuer, erfolgreicher Doctor Who Ableger erschaffen, in dem Sarah Jane Smith und K9 ebenfalls gemeinsam zu sehen waren.

## Veröffentlichungen
Erstmals wurde K9 and Company am 7. August 1995 von BBC Worldwide auf VHS veröffentlicht. Am 16. Juni 2008 wurde die Story gemeinsam im Doppelpack mit der Doctor Who Folge The Invisible Enemy auf DVD herausgebracht. Ab dem 25. Oktober 2010 wurde die DVD zum Einzelkauf angeboten.
Auch in den Vereinigten Staaten von Amerika und Australien wurde K-9 and Company auf DVD veröffentlicht.
Außerdem wurde am 1. Oktober 1987 ein Buch zum Pilotfilm herausgebracht. Das Buch trug den Namen The Companions of Doctor Who: K9 and Company und wurde von Terence Dudley geschrieben.
Am 3. Dezember 2015 folgte die Veröffentlichung als Hörbuch. Dieses wird von John Leeson gelesen.

## Rezeption
Die Einschaltquoten für den Pilotfilm waren sehr gut. Insgesamt 8,4 Millionen Zuschauer sahen den Pilotfilm im britischen Fernsehen. Damit hatte der Pilotfilm mehr Zuschauer als jede Folge der 18. Doctor Who Staffel. Die Kritiken fielen jedoch eher gemischt aus.

### Kritiken
Arnold T. Blumberg von IGN erklärte, dass es nicht viel gebe, das K-9 and Company empfehlenswert mache. Die Regieführung sei nicht gut gewesen und dies sei dem Pilotfilm anzumerken. Auch das Drehbuch sei nicht gut geschrieben worden. Die Musik würde kaum Atmosphäre vermitteln. K9s Integration in die Show wäre planlos und nicht zufriedenstellend. Das beste, was K-9 and Company hervorgebracht hätte, wäre, dass es ohne diesen misslungenen Pilotfilm die später erfolgreiche Fernsehserie The Sarah Jane Adventures möglicherweise nicht gegeben hätte.
Martin Rayburn von Warpedfactor meint, dass einzig und allein Elisabeth Sladen als Sarah Jane Smith K-9 and Company sehenswert mache. Evan Sawdey fügt hinzu, dass sich Sladens Hingabe zu ihrer Figur in jeder Szene zeige. Sie halte die Glaubhaftigkeit des Filmes zusammen, immer dann wenn diese drohe auseinanderzubrechen.
Martin Izsak von Lyratek findet die Titelmelodie schrecklich. Sie habe musikalisch nichts zu bieten. Der ständige Bassklang führe nirgendwo hin und vermittle keinerlei Gefühl. Darüber hinaus würde John Leesons Stimme als K9 das Ganze kindisch und lächerlich wirken lassen. Insgesamt sei K9 & Company: A Girl's Best Friend eine nette kleine Geschichte mit vielem, das sie sehenswert mache, allerdings sei es auch einfach zu erkennen, dass sie nicht genug biete, um eine ganze Serie darauf aufzubauen.
Eamonn McCusker von The Digital Fix gibt K-9 and Company sieben von zehn Punkten. Er meint, dass dem Pilotfilm jegliche Spannung fehle. Trotzdem genieße er diesen deutlich mehr als viele Doctor Who Episoden. Besonders bei der DVD-Veröffentlichung hätte das Rekonstruktionsteam Spitzenarbeit geleistet. Die Farben kämen viel besser als erwartet hervor und auch die Nachtszenen sähen sehr gut aus. Auch die Tonspur sei klarer und enthalte weniger störende Hintergrundgeräusche als die Originalproduktion.
Michael Bush von DenofGeek, erklärt K9 and Company biete eine interessante neue Richtung für einen Doctor Who Ableger. Besonders Sarah Jane Smith würde brillant von Elisabeth Sladen dargestellt.